# Distretto di Bir Kasd Ali
Il distretto di Bir Kasd Ali è un distretto della provincia di Bordj Bou Arreridj, in Algeria, con capoluogo Bir Kasd Ali.

## Comuni
Il distretto di Bir Kasd Ali comprende 3 comuni:
- Bir Kasd Ali
- Sidi Embarek
- Khelil